# Kasur
Kasur (urdú panjabi قصور) és una ciutat del Panjab (Pakistan) capital del districte de Kasur, a 55 km al sud-est de Lahore, a la riba nord de l'antic llit del Beas, a la frontera amb l'Índia. La cerimònia del canvi de guàrdia és una atracció turística.

## Història
La tradició diu que té origen en Kusa, fill de Rama i germà de Loh o Lava, fundador de Lahore. El general Cunningham la identifica amb una de les ciutats visitades pel peregrí Hiuen Tsiang al segle VII. Abans de la conquesta musulmana es creu que era una ciutat dels rajputs. Al segle xvi segurament en temps de Baber, o en el del seu net Akbar, una colònia de paixtus va entrar a la zona i s'hi va establir fundant un principat feudatari de l'Imperi Mogol, amb territori als dos costats del Sutlej.
Al segle xviii, enfonsat l'imperi, i amb el creixement del poder sikh, Kasur es va enfrontar als sikhs; els caps de la confederació Banghi la van saquejar el 1763 i altre cop el 1770 i poc després van aconseguir dominar tot el principat però el 1794 els paixtus havien aconseguit recuperar el poder i van resistir els atacs posteriors. El 1807 el darrer príncep, Kutb al-Din Khan, va haver de capitular davant Ranjit Singh de Lahore i va rebre un jagir a Mamdot, sota el Sutlej, mentre Kasur era incorporada al regne sikh.
Va passar als britànics amb la resta del Panjab el 1849. El 1867 es va crear la municipalitat. L'1 de juliol de 1976 Kasur va esdevenir capital del nou districte de Kasur segregat del districte de Lahore.